# Ernest Boiceau
Pour les articles homonymes, voir Boiceau.
Ernest Boiceau, né à Lausanne le 30 novembre 1881 et mort le 
16 mars 1950 dans l'Essonne est un designer/décorateur suisse de l'époque de l'entre-deux-guerres.

## Biographie
Issu d'une famille de la grande bourgeoisie suisse, Ernest Boiceau étudie le dessin, la peinture et l'architecture à l'École des Beaux-Arts de Paris. Puis de 1900 à 1910, il voyage et peint,.
À partir des années 1910, Boiceau se consacre à la broderie, la passementerie et les tissus d'ameublement dans son atelier de la rue des Moulins à Paris où par ailleurs en 1914 et en tant que citoyen suisse, il participe au comité d'accueil des réfugiés belges . Il ouvre ensuite sa propre maison avenue de l'Opéra, et devient un brodeur renommé travaillant les broderies, perlées ou pailletées pour les costumes de l'Opéra, des théâtres et revues parisiennes ainsi que pour les grands couturiers tels Edward Molyneux ou la maison Worth.
Au milieu des années 1920, il crée des meubles et des objets, et réalise son premier tapis. À cette occasion, il dépose un brevet pour un procédé de tissage issu d'une technique mise au point en 1865 par l'inventeur Émile Cornely et l'ingénieur Antoine Bonnaz : les tapis fabriqués ainsi au point Cornely peuvent « intégrer des tresses très serrées qui donnent au tapis un aspect très vivant » comme l'indique la revue L'Art vivant en 1927,. En 1928, il ouvre un cabinet de décoration intérieure rue Pierre-Charron à Paris.
Il se fait connaitre en tant que décorateur auprès d'un public français et étranger en participant aux Salons d'automne de 1928 et 1929 .
Jusqu'en 1935, il crée des objets, des luminaires, des meubles réalisés dans des essences de bois rares comme le macassar, l'amarante, le sycomore ou le palmier avec parfois des incrustations d'ivoire ou d'ebène et des tapis somptueux tissés et ornés au point de Cornely.
Boiceau devenu très demandé ouvre une autre boutique Avenue Matignon et décide de ne plus se consacrer qu’à la décoration, il cède alors le fonds de son atelier de broderie à ses salariés qui en font une société de broderies et fantaisies pour mode, sous le nom « Félix et compagnie ».
Il travaille alors avec les décorateurs et architectes en vogue de l'époque tels Elsie de Wolfe, David Adler ou sa sœur Frances Adler Elkins (en), entre autres, offrant des matériaux riches et variés incluant le verre coloré, le cuir clair et le bronze.
Parmi ses clients on trouve les noms de : la Princesse Bibesco, B. Boutet de Monvel, Louis Cartier, Mme Fenwick, Harold Macmillan, Cécile Sorel, ceux des écrivains Jérôme Tharaud et Jean Tharaud, Louise de Vilmorin, M. de Wendel ou Jean-Charles Worth .
Boiceau cesse son activité au début de la Seconde Guerre mondiale.

## Collections
L'Art Institute of Chicago possède une tapisserie murale de 1920/25 .

## Expositions et catalogues
- E Boiceau : London, Pavilion of Art & Design, Galerie Willy Huybrechts, 13th - 17th october, 2010, Paris : Galerie Willy Huybrechts, 2010 [15]
- Philippe Julian, Les années'20 revues dans les années'70 chez Yves Saint Laurent, id., p. 105.
- Joan Juliet Buck, Chez Yves Saint Laurent, id. p. 96-97, p. 98-99.
- John Richardson, The Art of Yves Saint Laurent, id., p. 170-171, p. 172-173.
- Ernest Boiceau, décorateur-créateur, catalogue d'exposition, Galerie Eric Philippe, Paris, 1982[16].